# Józef Kuczyński (prawnik)

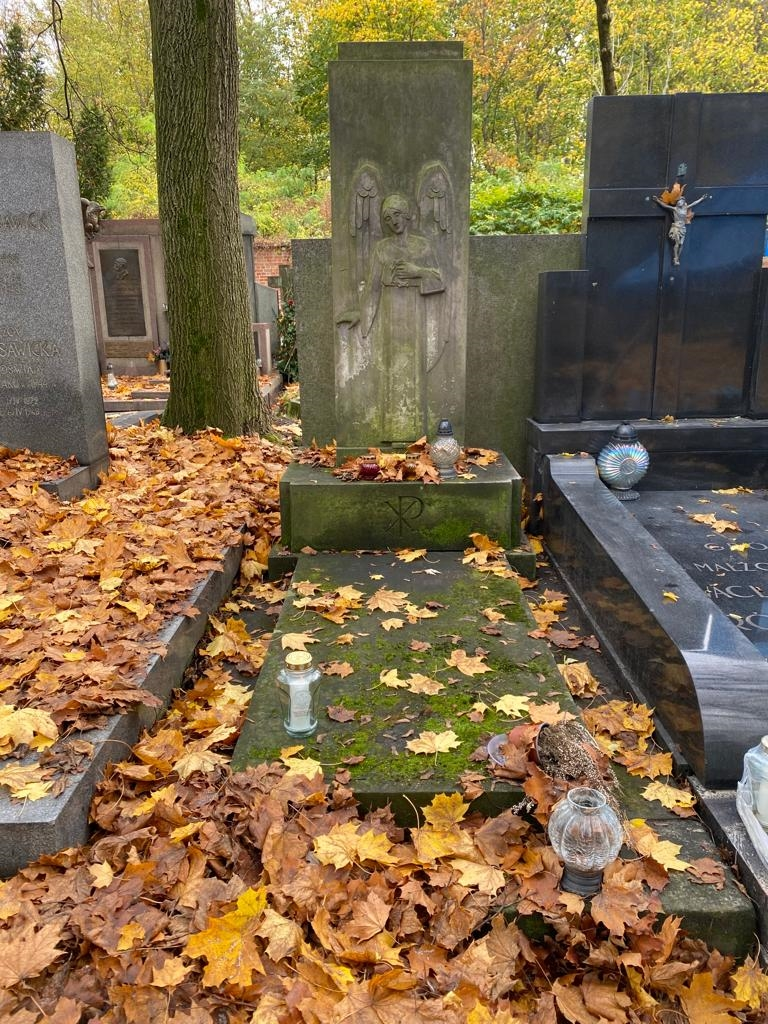
Grób Józefa Kuczyńskiego na cmentarzu Powązkowskim w Warszawie

Józef Kuczyński (ur. 10 czerwca 1871 we wsi Gadalej na Syberii  – zm. 28 lipca 1931 w Batowicach /obecnie Kraków/) – polski prawnik, kierownik resortu spraw wewnętrznych w 1920.

## Życiorys
Był synem Augusta, byłego ziemianina, powstańca z Siedleckiego, i Buriatki Iriny Ostiakow. Naukę rozpoczął w szkole rosyjskiej na Syberii, ale ojciec uczył go także języka polskiego. W 1886 r. po amnestii rodzina przeniosła się do Warszawy i Kuczyński ukończył III Gimnazjum w Warszawie ze złotym medalem. Następnie rozpoczął studia prawnicze na Cesarskim Uniwersytecie Warszawskim, które ukończył w 1893 r. ze srebrnym medalem. Od 1897 r. pracował jako radca prawny przy Zarządzie Tobolskim Dóbr Państwowych, następnie był radcą przy zarządzie gubernialnym w Radomiu. Od 1904 r. wykonywał zawód adwokata w Radomiu, a od 1914 r. w Warszawie.
Publikował na łamach „Gazety Sądowej Warszawskiej”. Był aktywnym działaczem społecznym w Radomiu i Warszawie. Aktywność tę kontynuował następnie w Moskwie wśród mieszkających tam Polaków, gdzie przebywał po ewakuacji do tego miasta zarządu Zakładów Żyrardowskich, których był radcą prawnym. W Moskwie uczestniczył w organizowaniu polskiej szkoły i czytelni oraz opieki nad zabytkami. W 1916 r. został mianowany przez Aleksandra Lednickiego komisarzem ochrony zabytków. Od maja do sierpnia 1918 r. pracował jako radca prawny przedstawicielstwa Rady Regencyjnej Królestwa Polskiego w Moskwie.
Po powrocie do kraju został mianowany 9 listopada 1918 r. prokuratorem sądu okręgowego w Radomiu.

### II Rzeczpospolita
W odrodzonej Polsce, 16 stycznia 1919 r. został podprokuratorem w Izbie Karnej Sądu Najwyższego. W maju tego samego roku przeszedł do Warszawskiej Izby Kontroli (25 czerwca 1920 r. został prezesem.
23 czerwca 1920 r. Kuczyński został kierownikiem resortu spraw wewnętrznych w rządzie Władysława Grabskiego. W trakcie urzędowania jego głównym zadaniem było zapewnienie bezpieczeństwa publicznego na zapleczu armii, przejawiającego się m.in. w organizowaniu działań zmierzających do zwalczania działalności antypaństwowej, przeciwdziałaniu przestępczości kryminalnej oraz poszukiwaniach osób unikających służby wojskowej. Niezmiernie istotne było nadzorowanie zbiórki przedmiotów niezbędnych do zaopatrzenia armii oraz przygotowanie zasad ewakuacji urzędów i ich personelu w związku ze zbliżającym się zagrożeniem. Kuczyński nadzorował także proces tworzenia Straży Obywatelskiej wspierającej władze administracyjne i policyjne w zakresie ochrony bezpieczeństwa, spokoju i porządku publicznego. Na jednym z posiedzeń Rady Ministrów złożył wniosek o zwiększenie etatów w administracji terenowej, co miało się przyczynić przede wszystkim do usprawnienia prac resortu. Urzędowani zakończył 24 lipca 1920 r. Pozostał w resorcie na stanowisku podsekretarza stanu do 1 listopada 1921 r.
Po odejściu z MSW, powrócił do adwokatury. W lipcu 1922 r. był przewidziany na stanowisko ministra sprawiedliwości w projektowanym rządzie Wojciecha Korfantego, ale, jak wiadomo, gabinet ten ostatecznie nie powstał ze względu na sprzeciw Józefa Piłsudskiego.
Był członkiem: Komisji Egzaminacyjnej przy Radzie Adwokackiej w Warszawie, podkomisji dla opracowania projektu ustawy o postępowaniu administracyjnym powołanej 16 stycznia 1926 r. przez Komisję Wniosków Ustawodawczych dla Ziem Wschodnich przy Prezydium Rady Ministrów.
Pod koniec życia Kuczyński wstąpił do Chrześcijańskiej Demokracji, był też prezesem Fundacji im. Stanisława Popowskiego oraz członkiem Rady Nadzorczej krajowej Hurtowni Herbaty.
Zmarł w Batowicach. Został pochowany na cmentarzu Powązkowskim w Warszawie (196-6-28).

## Życie prywatne
W 1900 r. zawarł związek małżeński z Aleksandrą z Górskich (1881-1932), z którą miał córkę Natalię (1900-1982).